# Eutima japonica
Eutima japonica är en nässeldjursart som beskrevs av Uchida 1925. Eutima japonica ingår i släktet Eutima och familjen Eirenidae. Inga underarter finns listade i Catalogue of Life.